# Jar of Flies / Sap
Jar of Flies / Sap — музыкальный сборник, выпущенный американской группой Alice in Chains в 1994 году на лейбле Columbia Records. Двойной альбом включал в себя песни, выпущенные ранее на мини-альбомах Sap (1992) и Jar of Flies (1994). В отличие от номерных альбомов Alice in Chains, выдержанных в стиле хард-рок и хеви-метал, сборник представлял собой образец акустического рока и блюз-рока. Альбом вышел ограниченным тиражом на виниловых пластинках, аудиокассетах и компакт-дисках.

## История создания
После выхода дебютной пластинки Facelift (1990) и концертного тура в её поддержку, в 1991 году музыканты Alice in Chains принимали участие в создании саундтрека к фильму «Одиночки», события которого разворачивались вокруг музыкальной сцены Сиэтла. В ходе репетиций родилась песня «Would?», которую режиссёр Кэмерон Кроу отобрал для фильма, а также ещё несколько композиций, оставшихся неиспользованными. Музыканты решили записать оставшийся материал и отправились в местную студию London Bridge, пригласив своих знакомых: Энн Уилсон (Heart), Криса Корнелла (Soundgarden) и Марка Арма (Mudhoney). Результатом совместной работы стали пять песен, авторами одной из которых числилась вымышленная группа «Alice Mudgarden» (от «Alice in Chains», «Mudhoney» и «Soundgarden» — названий групп вокалистов, принявших участие в записи). Пластинка получила название Sap и вышла 4 февраля 1992 года.
Второй студийный альбом Dirt вышел осенью 1992 года и поднялся на шестое место в хит-параде Billboard 200. Во время концертного тура в поддержку пластинки, в составе Alice in Chains произошли изменения — вместо Майка Старра бас-гитаристом стал Майк Айнез, ранее выступавший в группе Оззи Озборна. Вокалист Alice in Chains боролся с героиновой зависимостью, вследствие чего был отменён ряд концертов, включая турне с Metallica. Осенью 1993 года Alice in Chains вернулись в студию, где в течение десяти дней придумали и записали семь песен. Большая часть песен была сыграна на акустических гитарах, но для некоторых композиций использовались ток-бокс и губная гармоника, а также был приглашён струнный квартет. В январе 1994 года пластинка вышла под названием Jar of Flies и немедленно очутилась на вершине чарта Billboard.
На волне успеха акустических альбомов группы было принято решение о выпуске компиляции, в которой содержался бы весь более «лёгкий» материал Alice in Chains. Сборник Jar of Flies / Sap был выпущен на виниловых пластинках, компакт-дисках и аудиокассетах и содержал полный список композиций из Jar of Flies и Sap. Двойной альбом был выпущен ограниченным тиражом и продавался по специальной цене. Стивен Томас Эрлевайн из AllMusic поставил сборнику оценку «4 из 5» и предположил, что в отсутствие бонус-треков сборник может быть интересен слушателям, не имевшим соответствующих EP, однако для коллекционеров издание представляет малую ценность. Бруно Макдональд в книге «The Rough Guide to Rock» (с англ. — «Грубый путеводитель по рок-музыке») отнёс Jar of Flies / Sap к ключевым работам группы, дав ему следующую оценку: «Трудно представить, что хоть что-то появившееся благодаря The Eagles может быть настолько хорошим, но этот фестиваль уныния настолько же мощный, как и Dirt». По версии журнала RAW, Jar of Flies / Sap вошёл в число лучших альбомов 1990-х годов.

## Список композиций
Диск 1 — Jar of Flies
| №  | Название                      | Текст песни | Музыка                 | Длительность |
| -- | ----------------------------- | ----------- | ---------------------- | ------------ |
| 1. | «Rotten Apple»                | Стэйли      | Кантрелл, Айнез        | 6:58         |
| 2. | «Nutshell»                    | Стэйли      | Кантрелл, Айнез, Кинни | 4:20         |
| 3. | «I Stay Away»                 | Стэйли      | Кантрелл, Айнез        | 4:14         |
| 4. | «No Excuses»                  | Кантрелл    | Кантрелл               | 4:16         |
| 5. | «Whale & Wasp» (инструментал) |             | Кантрелл               | 2:37         |
| 6. | «Don't Follow»                | Кантрелл    | Кантрелл               | 4:23         |
| 7. | «Swing on This»               | Стэйли      | Кантрелл, Айнез, Кинни | 4:04         |

Диск 2 — Sap
| №  | Название                       | Текст песни | Музыка   | Длительность |
| -- | ------------------------------ | ----------- | -------- | ------------ |
| 1. | «Brother»                      | Кантрелл    | Кантрелл | 4:27         |
| 2. | «Got Me Wrong»                 | Кантрелл    | Кантрелл | 4:11         |
| 3. | «Right Turn» (Alice Mudgarden) | Кантрелл    | Кантрелл | 3:14         |
| 4. | «Am I Inside»                  | Стэйли      | Кантрелл | 5:08         |
| 5. | «Love Song»                    |             |          | 3:44         |

## Участники записи
| Alice in Chains - Майк Старр — бас-гитара, - Майк Айнез — бас-гитара, гитара, вокал, - Шон Кинни — барабаны, перкуссия, - Джерри Кантрелл — гитара, вокал, - Лейн Стэйли — вокал. Приглашённые музыканты - Джастин Фой — виолончель, - Дэвид Аткинсон — гармоника, - Эйприл Азевес — альт, - Мэтью Вас — скрипка, - Ребекка Клемонс-Смит — скрипка, - Энн Уилсон — вокал, - Крис Корнелл — вокал, - Марк Арм — вокал, - Рэнди Биро — вокал. | Производство - Мэри Маурер — арт-директор (Jar of Flies), - Дэвид Коулман — арт-директор (Sap), - Даг Эрб — дизайн (двойной винил), - Тоби Райт — звукоинженер, - Сьюзан Сильвер — менеджер, - Эдди Шрейер — мастеринг, - Рокки Шенк — фотограф, - Алисия Томпсон — фотограф, - Рик Парашар — продюсер, - Джон Плам — ассистент звукорежиссёра, - Лиз Срока — ассистент звукорежиссёра. |